# Yhteismaa (förening)
Yhteismaa ry (gemensam grund)  är en förening och do tank som specialiserar sig på sociala innovationer.  Yhteismaa ry planerar och förverkligar samhälleligt viktiga projekt, evenemang och tjänster . Föreningen har utvecklat bland annat återvinningsevenemanget Städdagen , evenemanget Middag under Helsingfors himmel  , klimatevenemanget Parkeringsdagen  och Nappi naapuri-tjänsten .
Föreningen utnyttjar i sin verksamhet tjänstedesign, studier i nätkultur, studier av sociala rörelser och online- och innehållsmarknadsföring. Yhteimaa ry:s medlemmar är med i många olika sociala rörelser och de har grundat bland annat Mesenaatti.me - en gräsrotsfinansieringstjänst. .
Yhteismaa ry:s evenemang Städdagen fick Helsingfors stads hedersomnämnande Årets kulturgärning 2012  och utsågs till publikens favorit av Helsingfors rese- och kongressbyrå i internetomröstningen Best of Helsinki 2012 .

### Relaterade artiklar
- "Siivouspäivä oli yleisön mielestä parasta Helsingissä", Helsingin Sanomat 30.10.2012
- "Yhteinen illallinen saa jatkoa", Vitonen.fi 5.7.2013